# Pat Henry
Patrick „Pat“ Henry (* 15. Februar 1861 bei Helena, Arkansas; † 28. Dezember 1933 in Vicksburg, Mississippi) war ein US-amerikanischer Politiker. Zwischen 1901 und 1903 vertrat er den dritten Wahlbezirk des Bundesstaates Mississippi im US-Repräsentantenhaus.

## Werdegang
Pat Henry war der Neffe von Patrick Henry, der von 1897 bis 1901 für den sechsten Wahlbezirk von Mississippi im Kongress saß. Der jüngere Patrick kam bereits im Jahr 1865 mit seinen Eltern nach Vicksburg, wo er die öffentlichen Schulen besuchte. Danach studierte er an der University of Mississippi in Oxford sowie an der US-Militärakademie. Nach einem anschließenden Jurastudium und seiner im Jahr 1882 erfolgten Zulassung als Rechtsanwalt begann Henry in Vicksburg in seinem neuen Beruf zu praktizieren. Zwischen 1884 und 1888 war er juristischer Vertreter dieser Stadt.
Politisch war Henry Mitglied der Demokratischen Partei. Von 1888 bis 1890 gehörte er dem Senat von Mississippi an, von 1890 bis 1900 amtierte er als Bezirksstaatsanwalt im neunten juristischen Bezirk des Staates. Von 1900 bis 1901 war er Richter in diesem Bezirk. Im Jahr 1896 war Henry Delegierter zur Democratic National Convention, auf der William Jennings Bryan als Präsidentschaftskandidat nominiert wurde. 
Bei den Kongresswahlen des Jahres 1900 wurde Henry im dritten Distrikt von Mississippi in das US-Repräsentantenhaus in Washington, D.C. gewählt, wo er am 4. März 1901 die Nachfolge von Thomas C. Catchings antrat. Da er im Jahr 1902 von seiner Partei nicht mehr für eine weitere Amtszeit nominiert wurde, konnte er bis zum 3. März 1903 nur eine Legislaturperiode im Kongress absolvieren. Nach dem Ende seiner Zeit im Repräsentantenhaus zog sich Pat Henry aus der Politik zurück. Er arbeitete wieder als Rechtsanwalt in Vicksburg, wo er im Dezember 1933 verstarb.